# Baie d'Iligan
La baie d'Iligan est une baie de la mer de Bohol bordant une partie du littoral de la région du Mindanao du Nord.
Au sud de cette baie se trouve la ville d'Iligan, qui lui a donné son nom.